# Championnat du monde de Formule 1 1983
Navigation
1982 1984
Le championnat  du monde de Formule 1 1983 a été remporté par le Brésilien Nelson Piquet sur une Brabham-BMW. Ferrari remporte le championnat du monde des constructeurs.

## Règlement sportif
- L'attribution des points s'effectue selon le barème 9, 6, 4, 3, 2, 1.
- Seuls les 11 meilleurs résultats sont retenus.

## Règlement technique
- Moteurs atmosphériques : 3 000 cm³ ;
- Moteurs suralimentés : 1 500 cm³ ;
- 12 cylindres maximum ;
- Bas de caisse à effet de sol désormais interdits ;
- Poids minimum : 540 kg[1].

## Pilotes et monoplaces
| Écurie                         | Constructeur | Châssis          | Moteur                 | Pneus | no | Pilotes              | Pilotes d'essais et de réserve                                                                                     |
| ------------------------------ | ------------ | ---------------- | ---------------------- | ----- | -- | -------------------- | --- |
| TAG Williams Team              | Williams     | FW08C FW09       | Ford V8 Honda V6T      | G     | 1  | Keke Rosberg         | Jean-Louis Schlesser Ayrton Senna                                                                                  |
| TAG Williams Team              | Williams     | FW08C FW09       | Ford V8 Honda V6T      | G     | 2  | Jacques Laffite      | Jean-Louis Schlesser Ayrton Senna                                                                                  |
| TAG Williams Team              | Williams     | FW08C FW09       | Ford V8 Honda V6T      | G     | 42 | Jonathan Palmer      | Jean-Louis Schlesser Ayrton Senna                                                                                  |
| Benetton Tyrrell Team          | Tyrrell      | 011 012          | Ford V8                | G     | 3  | Michele Alboreto     | |
| Benetton Tyrrell Team          | Tyrrell      | 011 012          | Ford V8                | G     | 4  | Danny Sullivan       | |
| Fila Sport                     | Brabham      | BT52 BT52B       | BMW L4T                | M     | 5  | Nelson Piquet        | Davy Jones Ivan Capelli Pierluigi Martini Ayrton Senna Stirling Moss Roberto Guerrero Mauro Baldi Christian Danner |
| Fila Sport                     | Brabham      | BT52 BT52B       | BMW L4T                | M     | 6  | Riccardo Patrese     | Davy Jones Ivan Capelli Pierluigi Martini Ayrton Senna Stirling Moss Roberto Guerrero Mauro Baldi Christian Danner |
| Marlboro McLaren International | McLaren      | MP4/1C MP4/1E    | Ford V8 TAG V6T        | M     | 7  | John Watson          | Stefan Bellof Ayrton Senna Martin Brundle                                                                          |
| Marlboro McLaren International | McLaren      | MP4/1C MP4/1E    | Ford V8 TAG V6T        | M     | 8  | Niki Lauda           | Stefan Bellof Ayrton Senna Martin Brundle                                                                          |
| Marlboro McLaren International | McLaren      | MP4/1C MP4/1E    | Ford V8 TAG V6T        | M     | 43 | Stefan Bellof        | Stefan Bellof Ayrton Senna Martin Brundle                                                                          |
| Team ATS                       | ATS          | D6               | BMW L4T                | G     | 9  | Manfred Winkelhock   | |
| Team ATS                       | ATS          | D6               | BMW L4T                | G     | 10 | Stefan Bellof        | |
| Team ATS                       | ATS          | D6               | BMW L4T                | G     | 10 | Jo Gartner           | |
| John Player Team Lotus         | Lotus        | 92 93T 94T       | Ford V8 Renault V6T    | P     | 11 | Elio De Angelis      | Ayrton Senna |
| John Player Team Lotus         | Lotus        | 92 93T 94T       | Ford V8 Renault V6T    | P     | 12 | Nigel Mansell        | Ayrton Senna |
| Équipe Renault Elf             | Renault      | RE30B RE30C RE40 | Renault V6T            | M     | 15 | Alain Prost          | Gérard Larrousse                                                                                                   |
| Équipe Renault Elf             | Renault      | RE30B RE30C RE40 | Renault V6T            | M     | 16 | Eddie Cheever        | Gérard Larrousse                                                                                                   |
| RAM Automotive Team March      | RAM          | 01               | Ford V8                | P     | 17 | Eliseo Salazar       | |
| RAM Automotive Team March      | RAM          | 01               | Ford V8                | P     | 17 | Jacques Villeneuve   | |
| RAM Automotive Team March      | RAM          | 01               | Ford V8                | P     | 17 | Kenny Acheson        | |
| RAM Automotive Team March      | RAM          | 01               | Ford V8                | P     | 18 | Jean-Louis Schlesser | |
| Marlboro Team Alfa Romeo       | Alfa Romeo   | 183T             | Alfa Romeo V8T         | M     | 22 | Andrea De Cesaris    | |
| Marlboro Team Alfa Romeo       | Alfa Romeo   | 183T             | Alfa Romeo V8T         | M     | 23 | Mauro Baldi          | |
| Équipe Ligier Gitanes          | Ligier       | JS21             | Ford V8                | M     | 25 | Jean-Pierre Jarier   | Carlos Reutemann Jean-Pierre Jabouille Michel Ferté                                                                |
| Équipe Ligier Gitanes          | Ligier       | JS21             | Ford V8                | M     | 26 | Raul Boesel          | Carlos Reutemann Jean-Pierre Jabouille Michel Ferté                                                                |
| Scuderia Ferrari SpA SEFAC     | Ferrari      | 126 C2B 126 C3   | Ferrari V6T            | G     | 27 | Patrick Tambay       | Bruno Giacomelli                                                                                                   |
| Scuderia Ferrari SpA SEFAC     | Ferrari      | 126 C2B 126 C3   | Ferrari V6T            | G     | 28 | René Arnoux          | Bruno Giacomelli                                                                                                   |
| Arrows Racing Team             | Arrows       | A6               | Ford V8                | G     | 29 | Marc Surer           | |
| Arrows Racing Team             | Arrows       | A6               | Ford V8                | G     | 30 | Chico Serra          | |
| Arrows Racing Team             | Arrows       | A6               | Ford V8                | G     | 30 | Alan Jones           | |
| Arrows Racing Team             | Arrows       | A6               | Ford V8                | G     | 30 | Thierry Boutsen      | |
| Osella Squadra Corse           | Osella       | FA1D FA1E        | Ford V8 Alfa Romeo V12 | P     | 31 | Corrado Fabi         | Enzo Osella Fabrizio Tabaton *                                                                                     |
| Osella Squadra Corse           | Osella       | FA1D FA1E        | Ford V8 Alfa Romeo V12 | P     | 32 | Piercarlo Ghinzani   | Enzo Osella Fabrizio Tabaton *                                                                                     |
| Theodore Racing Team           | Theodore     | N183             | Ford V8                | G     | 33 | Roberto Guerrero     | |
| Theodore Racing Team           | Theodore     | N183             | Ford V8                | G     | 34 | Johnny Cecotto       | |
| Candy Toleman Motorsport       | Toleman      | TG183B           | Hart L4T               | P     | 35 | Derek Warwick        | Ayrton Senna |
| Candy Toleman Motorsport       | Toleman      | TG183B           | Hart L4T               | P     | 36 | Bruno Giacomelli     | Ayrton Senna |
| Spirit Racing                  | Spirit       | 201C             | Honda V6T              | G     | 40 | Stefan Johansson     | |

Les pilotes d'essais peuvent également être des pilotes qui ont simplement essayé les monoplaces à titre de personnalité (tel Gérard Larrousse) ou dans le but de prendre contact avec les écuries comme Ayrton Senna.

## Résumé du championnat du monde 1983
Derniers duels entre les moteurs atmosphériques et les moteurs turbos
La saison s'ouvre au Brésil par une demi-surprise : alors que la domination des moteurs turbos semble inéluctable, c'est le champion du monde en titre Keke Rosberg qui arrache la pole sur sa Williams-Ford atmosphérique. Mais il n'y aura pas de miracle en course pour le Finlandais, inexorablement débordé par le local Nelson Piquet et sa Brabham-BMW, facile vainqueur devant son public de la manche d'ouverture. Piquet s'impose devant... personne. En effet, arrivé deuxième de l'épreuve après une belle frayeur, sa Williams s'étant embrasée lors du ravitaillement en essence (il a fallu toute la force de persuasion de son équipe pour l'obliger à remonter dans sa F1), Rosberg a été disqualifié pour poussette illicite dans les stands à la suite de son souci lors du ravitaillement. Les commissaires sportifs ont laissé cette deuxième place vacante et n'ont pas reclassé les pilotes arrivés derrière Rosberg. 
Sur le tracé urbain de Long Beach en Californie, les utilisateurs des moteurs Cosworth retrouvent un terrain de jeu plus favorable. Rosberg est à nouveau le plus fringant d'entre eux aux essais mais en course le dernier mot revient à John Watson, parti pourtant de la 22e position sur sa McLaren, en raison de pneus Michelin de qualification inadaptés à la faible puissance du Cosworth car conçus essentiellement pour les Renault et Brabham. Arrivé second, son coéquipier Niki Lauda (parti lui de la 23e place sur la grille) prend du même coup la tête du championnat du monde. 
Sur le rapide tracé du Paul Ricard, les moteurs turbo dominent. Malgré un ravitaillement cafouilleux, Alain Prost ne laisse aucune chance à Nelson Piquet, qui reprend tout de même la tête du classement général à Lauda. Jusque-là en léger retrait face aux Renault et aux Brabham, les Ferrari retrouvent leur superbe au Grand Prix de Saint-Marin. La victoire semble pourtant destinée à Riccardo Patrese qui prend irrésistiblement le meilleur sur Patrick Tambay à quelques tours de l'arrivée. Mais quelques hectomètres plus loin, pour la plus grande joie de ses compatriotes (en Italie, on supporte les pilotes Ferrari avant les pilotes italiens), Patrese part à la faute et offre la victoire à Tambay.
À Monaco, tracé lent et sinueux, on attend le retour en grâce des Cosworth mais les pilotes McLaren ne seront pas en mesure d'y rééditer leur exploit : souffrant du même mal qu'en Californie (les pneus Michelin montent mal en température lors des qualifications), les pilotes McLaren ne parviennent pas à se qualifier. Une autre histoire de pneus décide du sort de la course : le départ est donné sur une piste humide et les utilisateurs de turbo n'ont d'autres choix que de partir en pneus-pluie pour maîtriser la phénoménale puissance de leurs machines. Ce problème ne se pose pas pour Rosberg qui prend le départ avec des pneus slicks. Au prix d'un numéro de funambule, le finlandais se hisse en tête, position qu'il conforte lorsque ses adversaires passent aux stands pour chausser à leur tour des gommes pour piste sèche. Rosberg s'impose ainsi facilement. 
En Belgique, l'homme fort du Grand Prix est le fougueux et inconstant pilote italien Andrea De Cesaris, au volant de son Alfa Romeo. Parti comme une balle, l'Italien ne doit qu'à un ravitaillement raté de perdre la tête de la course. Remonté à coup de records du tour sur Prost, il doit pourtant baisser pavillon en raison d'une casse moteur. Avec cette deuxième victoire de la saison, Prost prend la tête du championnat.
À Détroit, nouveau circuit urbain, les Cosworth sont une dernière fois à l'honneur. Après Watson à Long Beach et Rosberg à Monaco, c'est Michele Alboreto, déjà victorieux à Las Vegas l'année précédente, qui s'impose sur son agile Tyrrell. 
Duel Prost-Arnoux, Piquet en embuscade

L'été se résume à un duel franco-français opposant Prost à son ancien coéquipier René Arnoux peu en réussite depuis le début de saison. Le duel est d'autant plus savoureux que les deux hommes ne sont pas réputés pour entrenir de bonnes relations depuis leur cohabitation houleuse chez Renault en 1981 et surtout 1982. Arnoux s'impose au Canada, Prost lui répond à Silverstone, Arnoux gagne en Allemagne, Prost en Autriche et Arnoux à nouveau aux Pays-Bas, après que Prost a gâché une victoire promise en s'accrochant avec Piquet. Au championnat, Prost est alors solidement en tête avec 51 points, devant Arnoux 43 points, et Piquet 37 points
L'irrésistible fin de saison de Piquet

Un ton en dessous des Renault et des Ferrari tout au long de l'été après un pourtant joli début de saison, Nelson Piquet renoue avec la victoire à Monza, grâce à un moteur étonnamment revigoré qui suscitera de lourdes suspicions sur la conformité de l'essence utilisée par Brabham. Ce faisant et alors que Prost a été contraint à l'abandon, le brésilien se relance dans la course au titre, avec 46 points. Deuxième, Arnoux est lui aussi l'un des grands bénéficiaires de la manche italienne, avec 49 points. À Brands Hatch, Piquet confirme son retour en forme avec une deuxième victoire consécutive, juste devant Prost. Auteur d'une prestation ratée, Arnoux termine hors des points et hypothèque grandement ses chances d'être titré à la veille de la manche finale du championnat organisée à Kyalami. Il compte en effet 8 points de retard sur Prost qui lui-même ne précède Piquet que de deux unités.
À Kyalami, les faibles espoirs d'Arnoux s'évanouissent rapidement, son moteur cédant dès le début de course. En difficulté sur une Renault peu en verve, Prost subit d'entrée la loi de Piquet qui a pris autoritairement la tête de la course et ne peut qu'espérer une défaillance du Brésilien pour décrocher le titre mondial. Mais Prost doit abandonner, moteur cassé, à la mi-course. Toujours en tête, Piquet peut alors se permettre de réduire la cadence et de se laisse glisser jusqu'à la quatrième place (trois points lui suffisent pour dépasser Prost au championnat), la victoire revenant à son coéquipier Riccardo Patrese.

## Grands Prix de la saison 1983
Le Grand Prix de Suisse, organisé sur le circuit de Dijon-Prenois le 10 juillet, est annulé, tout comme le Grand Prix de Las Vegas, disputé sur le circuit urbain du Caesars Palace, initialement prévu le 9 octobre. Le Grand Prix d'Europe remplace une manche censée être courue dans les rues de New York. En 1982, Bernie Ecclestone sollicite Léonid Brejnev et obtient l'accord de celui-ci pour organiser, en août 1983, à Moscou, sur le mont Lénine, l'actuel Mont-aux-Moineaux, un Grand Prix d'URSS. Mais le projet échoue à la suite de la mort de Léonid Brejnev et celle du vice-président de la Fédération internationale de sport automobile.
| no  | Date         | Grand Prix                      | Lieu              | Vainqueur        | Écurie        | Pole position    | Record du tour    | Résumé |
| --- | ------------ | ------------------------------- | ----------------- | ---------------- | ------------- | ---------------- | ----------------- | ------ |
| 374 | 13 mars      | Grand Prix du Brésil            | Jacarepaguá       | Nelson Piquet    | Brabham-BMW   | Keke Rosberg     | Nelson Piquet     | Résumé |
| 375 | 27 mars      | Grand Prix des États-Unis Ouest | Long Beach        | John Watson      | McLaren-Ford  | Patrick Tambay   | Niki Lauda        | Résumé |
| 376 | 17 avril     | Grand Prix de France            | Le Castellet      | Alain Prost      | Renault       | Alain Prost      | Alain Prost       | Résumé |
| 377 | 1er mai      | Grand Prix de Saint-Marin       | Imola             | Patrick Tambay   | Ferrari       | René Arnoux      | Riccardo Patrese  | Résumé |
| 378 | 15 mai       | Grand Prix de Monaco            | Monaco            | Keke Rosberg     | Williams-Ford | Alain Prost      | Nelson Piquet     | Résumé |
| 379 | 22 mai       | Grand Prix de Belgique          | Spa-Francorchamps | Alain Prost      | Renault       | Alain Prost      | Andrea De Cesaris | Résumé |
| 380 | 5 juin       | Grand Prix des États-Unis Est   | Detroit           | Michele Alboreto | Tyrrell-Ford  | René Arnoux      | John Watson       | Résumé |
| 381 | 12 juin      | Grand Prix du Canada            | Montréal          | René Arnoux      | Ferrari       | René Arnoux      | Patrick Tambay    | Résumé |
| 382 | 16 juillet   | Grand Prix de Grande-Bretagne   | Silverstone       | Alain Prost      | Renault       | René Arnoux      | Alain Prost       | Résumé |
| 383 | 7 août       | Grand Prix d'Allemagne          | Hockenheim        | René Arnoux      | Ferrari       | Patrick Tambay   | René Arnoux       | Résumé |
| 384 | 14 août      | Grand Prix d'Autriche           | Österreichring    | Alain Prost      | Renault       | Patrick Tambay   | Alain Prost       | Résumé |
| 385 | 28 août      | Grand Prix des Pays-Bas         | Zandvoort         | René Arnoux      | Ferrari       | Nelson Piquet    | René Arnoux       | Résumé |
| 386 | 11 septembre | Grand Prix d'Italie             | Monza             | Nelson Piquet    | Brabham-BMW   | Riccardo Patrese | Nelson Piquet     | Résumé |
| 387 | 25 septembre | Grand Prix d'Europe             | Brands Hatch      | Nelson Piquet    | Brabham-BMW   | Elio De Angelis  | Nigel Mansell     | Résumé |
| 388 | 15 octobre   | Grand Prix d'Afrique du Sud     | Kyalami           | Riccardo Patrese | Brabham-BMW   | Patrick Tambay   | Nelson Piquet     | Résumé |

| Date     | Grand Prix            | Lieu         | Vainqueur    | Écurie        | Pole position | Record du tour | Résumé |
| -------- | --------------------- | ------------ | ------------ | ------------- | ------------- | -------------- | ------ |
| 10 avril | XIV Race of Champions | Brands Hatch | Keke Rosberg | Williams-Ford | Keke Rosberg  | René Arnoux    | Résumé |

## Classement des pilotes
| Classement | Pilote            | Points |
| ---------- | ----------------- | ------ |
| Champion   | Nelson Piquet     | 59     |
| 2e         | Alain Prost       | 57     |
| 3e         | René Arnoux       | 49     |
| 4e         | Patrick Tambay    | 40     |
| 5e         | Keke Rosberg      | 27     |
| 6e         | John Watson       | 22     |
| 7e         | Eddie Cheever     | 22     |
| 8e         | Andrea De Cesaris | 15     |
| 9e         | Riccardo Patrese  | 13     |
| 10e        | Niki Lauda        | 12     |
| 11e        | Jacques Laffite   | 11     |
| 12e        | Michele Alboreto  | 10     |
| 13e        | Nigel Mansell     | 10     |
| 14e        | Derek Warwick     | 9      |
| 15e        | Marc Surer        | 4      |
| 16e        | Mauro Baldi       | 3      |
| 17e        | Danny Sullivan    | 2      |
| 18e        | Elio De Angelis   | 2      |
| 19e        | Bruno Giacomelli  | 1      |
| 20e        | Johnny Cecotto    | 1      |

## Classement des constructeurs
| Classement | Écurie            | Points |
| ---------- | ----------------- | ------ |
| Champion   | Ferrari           | 89     |
| 2e         | Renault           | 79     |
| 3e         | Brabham-BMW       | 72     |
| 4e         | Williams-Ford     | 36     |
| 5e         | McLaren-Ford      | 34     |
| 6e         | Alfa Romeo        | 18     |
| 7e         | Tyrrell-Ford      | 12     |
| 8e         | Lotus-Renault     | 11     |
| 9e         | Toleman-Hart      | 10     |
| 10e        | Arrows-Ford       | 4      |
| 11e        | Williams-Honda    | 2      |
| 12e        | Theodore-Ford     | 1      |
| 13e        | Lotus-Ford        | 1      |
| 14e        | Ligier-Ford       | 0      |
| 15e        | Spirit-Honda      | 0      |
| 16e        | ATS-BMW           | 0      |
| 17e        | Osella-Alfa Romeo | 0      |
| 18e        | McLaren-TAG       | 0      |
| 19e        | RAM-Ford          | 0      |
| 20e        | Osella-Ford       | 0      |